# مطبخ بورتوريكو
المطبخ البورتوريكي له جذوره في تقاليد الطبخ وتقاليد أوروبا (معظمها إسبانيا) وأفريقيا والطوينة الأصلية. بدءًا من الجزء الأخير من القرن التاسع عشر، تأثرت مأكولات بورتوريكو بشكل كبير بالولايات المتحدة في المكونات المستخدمة في إعدادها. وقد تجاوز المطبخ البورتوريكي حدود الجزيرة وله أيضا الكثير من التأثير الآسيوي خاصة اليابانية والصينية، ويمكن العثور عليه في العديد من البلدان الأخرى.

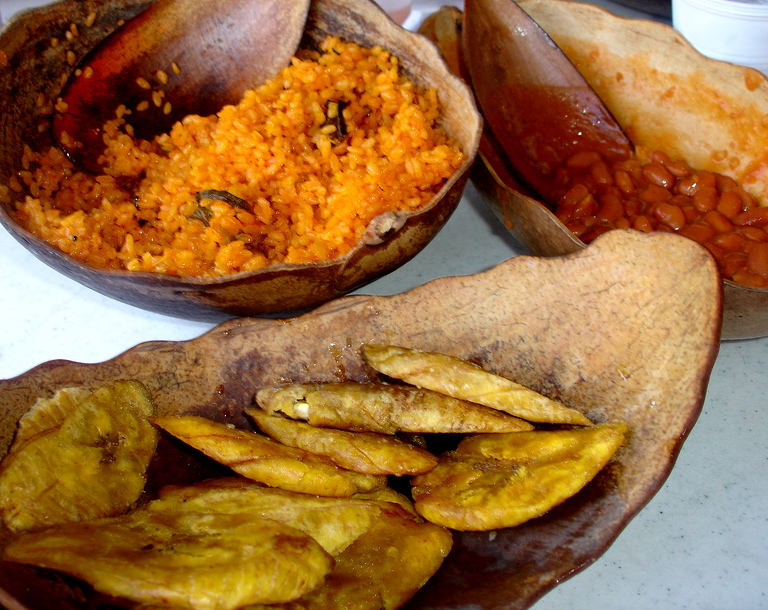
على الرغم من أن طهي بورتوريكو يشبه إلى حد ما كل من المأكولات الإسبانية والمأكولات الأمريكية اللاتينية الأخرى، إلا أنه يتميز بمزيج فريد من التأثيرات.

تأثر المطبخ البورتوريكي بمجموعة من الثقافات بما في ذلك تاينو أراواك والإسبانية والأفريقية والأمريكية. على الرغم من أن الطهي البورتوريكي يشبه إلى حد ما كل من المطبخ الإسباني وأطباق أمريكا اللاتينية الأخرى، إلا أنه مزيج فريد من التأثيرات اللذيذة، باستخدام التوابل والمكونات المحلية. يسمي السكان المحليون مأكولاتهم المطبخ الكريول. في نهاية القرن التاسع عشر، كان المطبخ البورتوريكي التقليدي راسخًا. بحلول عام 1848، افتتح أول مطعم، لا مايوركوينا، في سان خوان القديمة. تم نشر (الشيف بورتوريكو- El Cocinero Puertorriqueño)، أول كتاب طهي في الجُزر، في عام 1849. في 1 نوفمبر 2004، صدر كتاب بعنوان بورتوريكو: المطبخ الكبير في منطقة البحر الكاريبي، باللغتين الإسبانية والإنجليزية. كتاب الطبخ هو تفاني لتذوق الطعام والشهوات الطهاة في بورتوريكو، حيث يتشاركون الوصفات القديمة والجديدة. لا يميز الكتاب الطهاة البورتوريكيين الأصليين فحسب، بل أيضاً الطهاة من جميع أنحاء الذين تأثروا بمطبخ بورتوريكو الذي يطلق عليه «عاصمة الطعام في منطقة البحر الكاريبي».

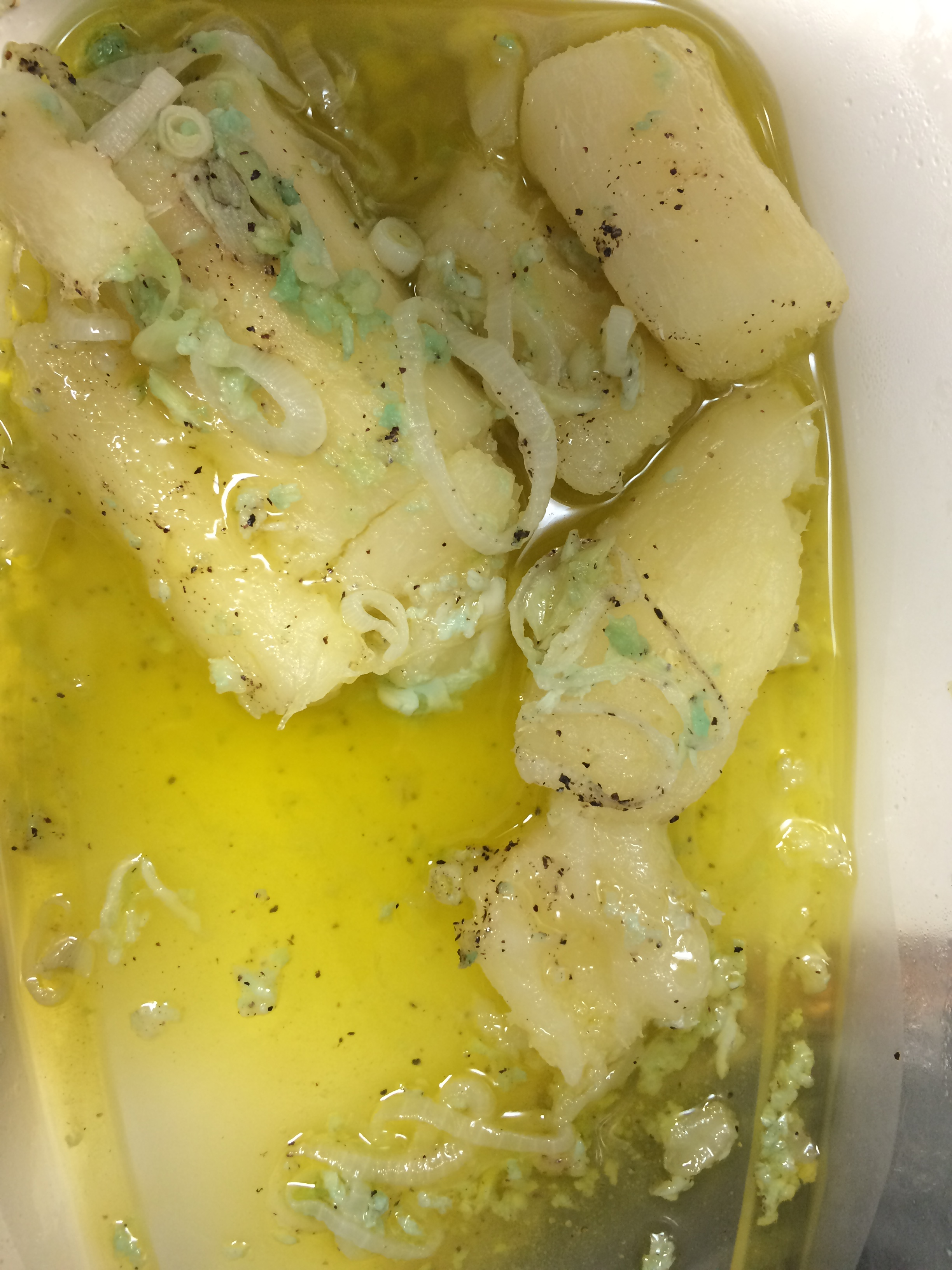
الكاسافا (الإسبانية: Yuca en escabeche)

## تأثير تاينو في المطبخ البورتوريكي
من حمية تاينو (ذات الصلة ثقافيا بشعوب المايا وسكان الكاريب في أمريكا الوسطى ومنطقة البحر الكاريبي)، ويأتى شعب الأراواك إلى العديد من الجذور والدرنات الاستوائية (تسمى مجتمعة بيانداس) مثل مالانجا (Xanthosoma) وخاصة بفرة (الكسافا)، حيث يتم صنع خبز تابيوكا الشبيه بالتكسير. فطيرة الفلفل أو كاشوتشا، فلفل هابانيرو حار قليلًا، الكزبرة الطويلة (كزبرة نبات شوكي)، وسارساباريللا، فلفل إفرنجي (بهارات)، آشيوت (annatto)، فلفل، أجي كاباليرو (أهم فلفل أصلي إلى بورتوريكو)، فستق، جوافة، الأناناس، إيكاكوس (cocoplum)، كينيباس (mamoncillo)، نبات الاروروت (نبات الاروروت من غينيا) سلابيساس (القرع الهندي الغربي)، وguanabanas (قشطة شائكة) كلها أطعمة تاينو. كما طورت تاينوأصناف من الفاصولياء وبعض الذرة، لكن الذرة لم يكن مهيمنا في طهيه بالنسبة للشعوب في البر الرئيسي لأمريكا الوسطى. ويرجع ذلك إلى الأعاصير المتكررة التي نمر ببورتوريكو، والتي تدمر محاصيل الذرة، مما يسمح للنباتات الأكثر حماية مثل يوكا كونوكو (تلال يوسا المزروعة معًا) بالازدهار. كان الذرة يستخدم في كثير من الأحيان في دقيق الذرة ثم في الغوانيم، الغوانيم غذاءً تم إعداده ويمكن إرجاعه إلى حقبة ما قبل كولومبوس في بورتوريكو، مع خليط الذرة المهروس مع اليوكاو بفرة ولفه في قشرة الذرة أو الأوراق الكبيرة.

## التأثير الاسباني والأوروبي
التأثير الاسباني والأوروبي بارز أيضًا في المطبخ البورتوريكي. فالقمح والحمص (garbanzos) والفلفل الأسود والبصل والثوم والكولانترو (باستخدام النبات والبذور في الطهي) والريحان وقصب السكر والحمضيات والعنب والباذنجان وشحم الخنزير والدجاج ولحم البقر ولحم الخنزير ولحم الضأن والماعز ومنتجات الألبان كلها جاءت إلى بورتوريكو (اسم تاينو الأصلي لبورتوريكو) من إسبانيا. ويعتقد أيضا أن تقليد طهي اليخنات المعقدة وأطباق الأرز في الأواني مثل الأرز والفول قد نشأ في أوروبا (مثل الإيطاليين والإسبان والبريطانيين). يلعب الزيتون ونبات الكبر وزيت الزيتون دورًا كبيرًا في الطهي البورتوريكي، ولكن لا يمكن زراعته في ظل المناخ الاستوائي للجزيرة. استوردت الجزيرة معظم هذه الأطعمة من إسبانيا إلى جانب بعض الأعشاب. تأثر المهاجرين الهولنديين والفرنسيين والإيطاليين والصينيين في وقت مبكر ليس فقط بالثقافة بل بالطهي البورتوريكي كذلك. هذا التنوع الكبير من التقاليد جاء معًا لتشكيل مطبخ الكريول.

## التأثير الأفريقي

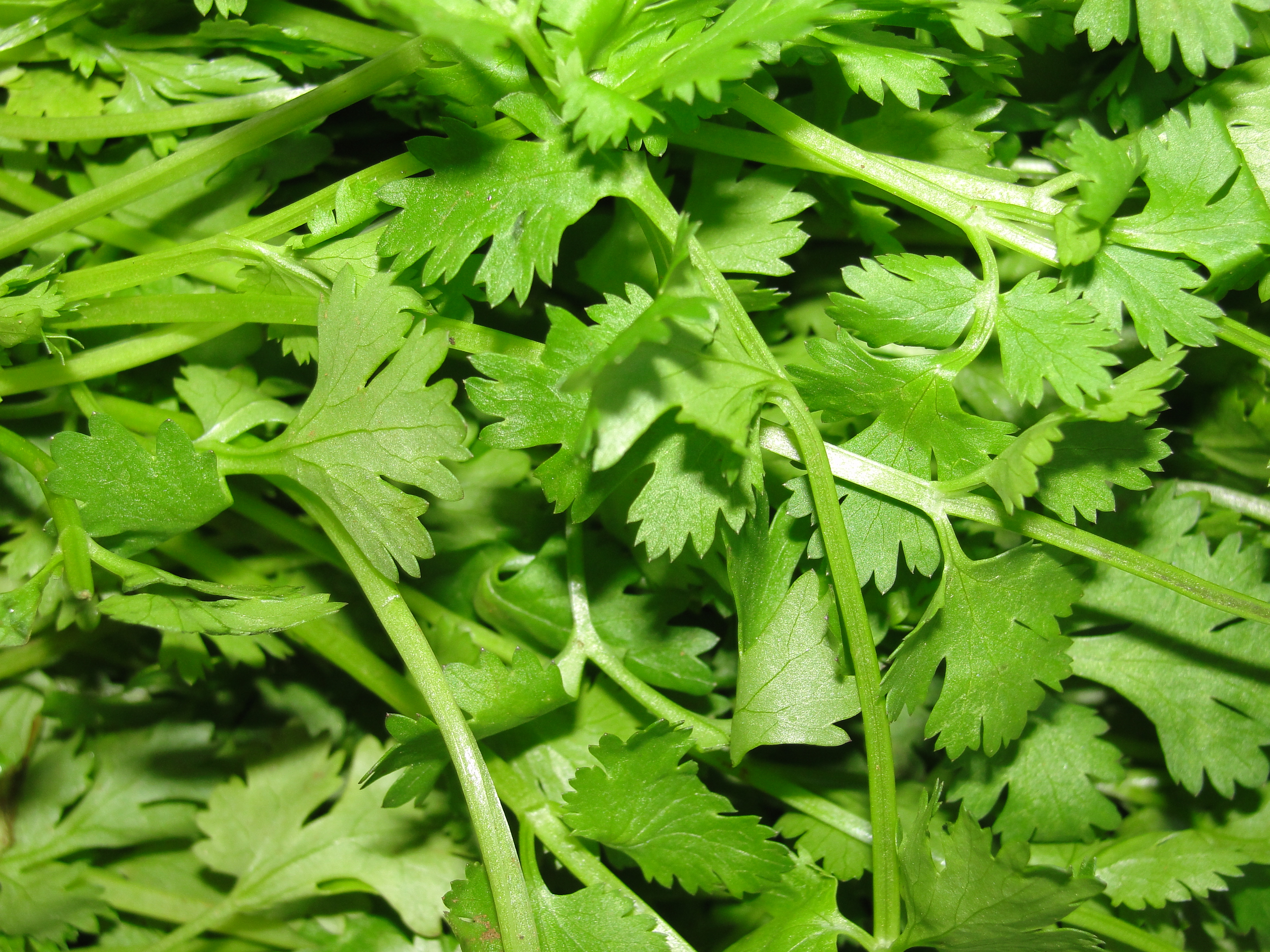
أوراق الكزبرة

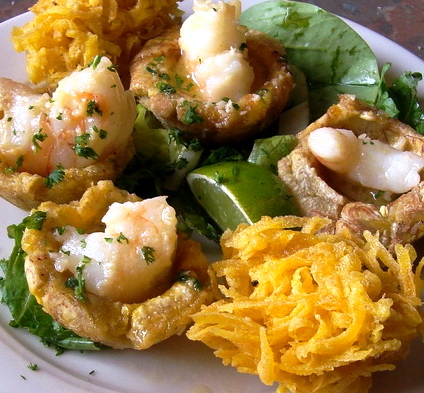
موز الجنة "عروق العنكبوت" و "موز مقلي محشو"

جوز الهند، قهوة (جلبها العرب وكورسو إلى يوكو من كافا، إثيوبيا)، توابل الاوريجانو، البامية، التمر الهندي، اليام، بذور السمسم، الجندول (بالإنجليزية: peason peas)، العديد من أنواع فاكهة الموز والخضروات الجذرية الأخرى ودجاج غينيا جميعهم جاءوا إلى بورتوريكو من أفريقيا أو على الأقل من خلالها. قدم العبيد الأفارقة أيضا قلي الطعام.

## تأثير الولايات المتحدة الأمريكية
جاء تأثير الولايات المتحدة على الطريقة التي يطبخ بها البورتوريكيون وجباتهم بعد أن أصبحت بورتوريكو أرضًا تابعة للولايات المتحدة كنتيجة لمعاهدة باريس لعام 1898. والتأثير الأكثر أهمية يتعلق بالكيفية التي يحشر بها الناس الطعام. جلب الأسبان في وقت مبكر زيت الزيتون للطهي والقلي، ولكن استيراده من إسبانيا جعله مكلفًا للغاية، وتحول الطهاة في الجزيرة إلى شحم الخنزير، والذي يمكن إنتاجه محليًا. لمدة 50 إلى 60 سنة، كان زيت الذرة ينتج في الولايات المتحدة مكان شحم الخنزير لصنع الكوتشيفريتوس وهو يشير إلى الأطعمة المقلية المختلفة المعدة أساسا لحم الخنزير.
غاليتاس دي الصودا (علب الصودا، المعروفة باسم علب الصودا من اسم تجاري مشهور) هي منتج أمريكي من القرن التاسع عشر وأوائل القرن العشرين الذي يعيد إنتاج القوام المقرمشات لخبز كاسابي القديم، ويمكن أن يبقى مقرمشًا في العلب. في الرطوبة الاستوائية العالية.
ولعب لحم الخنزير المقدد الأمريكي أيضًا دورًا كبيرًا في المطبخ البورتوريكي. فهو يستخدم في الأرز والفاصوليا مطهي، والاشياء مثل الموفونجو واللحوم مثل الدجاج كله وصدور الدجاج. وقد وجد بيكون في بورتوريكو طريقه إلى الأطعمة التقليدية مثل أروز جريسول وسلطة البطاطا. لحم آخر وجد طريقه إلى طاولة بورتوريكو من الولايات المتحدة هو ديك رومي (pavo)، وهو ليس موطنًا أصليًا للجزيرة، ولكنه وجبة عطلات مشتركة بجوار لبن الخنزير القديم، وكلها محمرة ومتبلة باستخدام إما نبات برنيل أو أدوبو، تقدم إلى جانب من النقانق الدمية وموز الجنة الناضجة.

## تأثير أمريكا اللاتينية

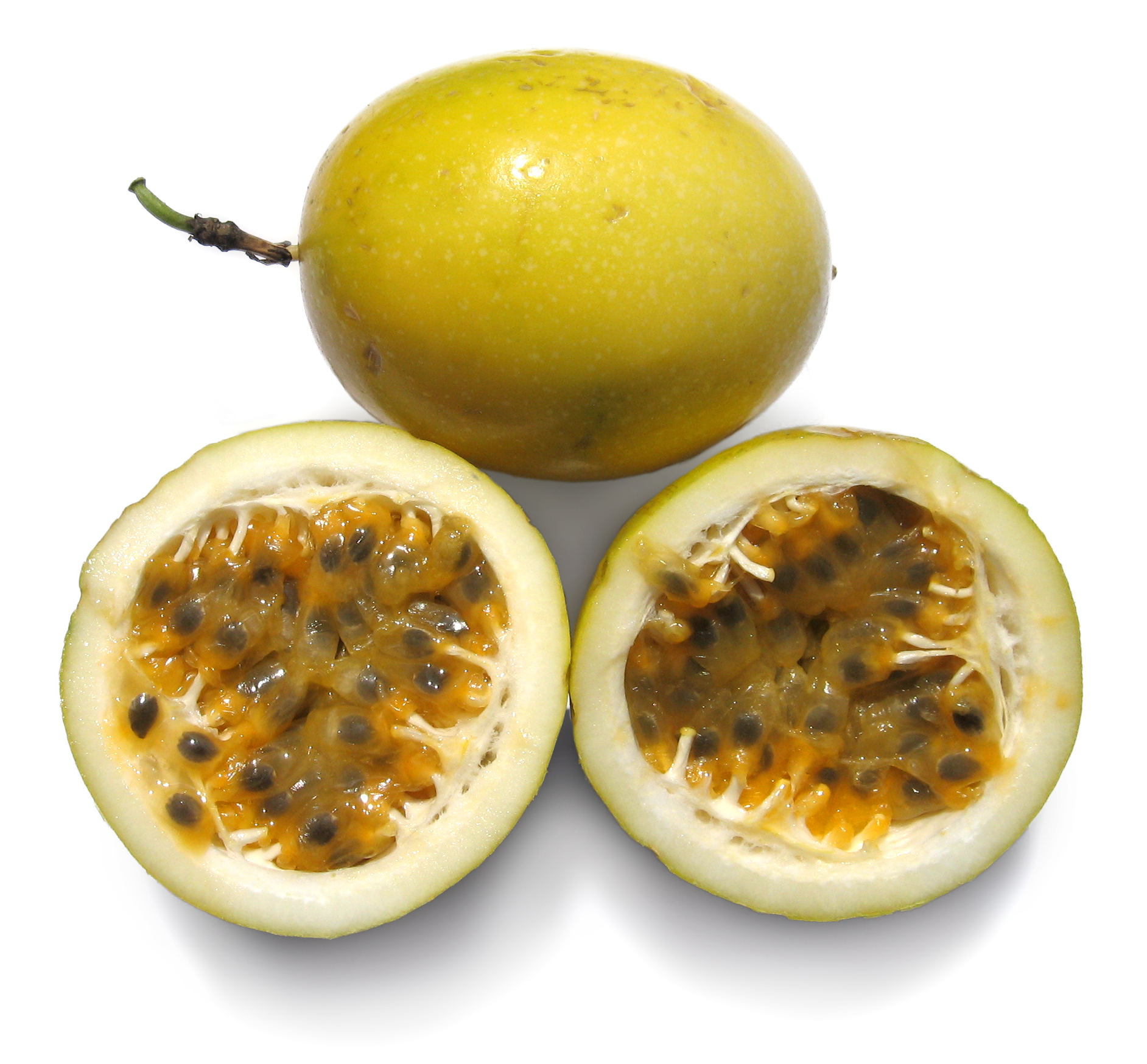
بارشا، اسم بورتوريكو لفاكهة زهرة الآلام والفواكه العاطفة.

تم جلب الأطعمة الأخرى الأصلية إلى أمريكا اللاتينية إلى الجزيرة مع التجارة الإسبانية، مثل الكاكاو والأفوكادو والطماطم، تشايوتى والبابايا والفلفل والفلفل من المكسيك وأمريكا الوسطى. تم جلب البطاطا والفاكهة أيضا من إسبانيا أو البرتغال من بيرو والبرازيل.

## تأثير آخر
تم استيراد فاكهة الخبز لأول مرة إلى مستعمرات منطقة البحر الكاريبي البريطانية من جنوب المحيط الهادئ كأغذية رقيق رخيصة في أواخر القرن الثامن عشر. بعد انتشارها في جميع أنحاء جزر الأنتيل، أصبحت فاكهة الخبز أيضًا جزءًا لا غنى عنه من أكل بورتوريكو، في الحلويات، قلي التوستونيس وجعل الموفونجو مقلي.

## روابط خارجية
- Antojo Boricua – شراء الطعام البورتوريكي والقهوة من خلال الإنترنت